# Parijs-Brussel 1906
De tweede editie van de wielerwedstrijd Parijs-Brussel (vanaf 2013; Brussels Cycling Classic) werd gehouden op 3 & 4 juni 1906. De koers startte in de Franse plaats Parijs en finishte in de Belgische plaats Brussel. De Belg Jean Patou won de wedstrijd. De wedstrijd werd verreden over twee etappes de eerste etappe startte in Parijs en eindigde in Reims. De tweede etappe ging van Reims naar Brussel

## Uitslag
| Plaats  | Naam                  | Tijd      |
| ------- | --------------------- | --------- |
| Winnaar | Albert Dupont         | 15u00'18" |
| 2       | Jean Patou            | + 18'44"  |
| 3       | Guillaume Coeckelberg | z.t.      |
| 4       | Prospere Verschelden  | + 19'26"  |
| 5       | Fernand Vast          | + 19'41"  |
| 6       | Joseph Dewaide        | + 19'42"  |
| 7       | Leon Vallotton        | + 19'54"  |
| 8       | Chefdeville           | z.t.      |
| 9       | Burny                 | + 20'13"  |
| 10      | Maurice Gouget        | + 29'53"  |

1893 · 
1894 - 1905 · 
1906 · 
1907 · 
1908 · 
1909 · 
1910 · 
1911 · 
1912 · 
1913 · 
1914 · 
1915 · 
1916 · 
1917 · 
1918 · 
1919 · 
1920 · 
1921 · 
1922 · 
1923 · 
1924 · 
1925 · 
1926 · 
1927 · 
1928 · 
1929 · 
1930 · 
1931 · 
1932 · 
1933 · 
1934 · 
1935 · 
1936 · 
1937 · 
1938 · 
1939 · 
1940 - 1945 · 
1946 · 
1947 · 
1948 · 
1949 · 
1950 · 
1951 · 
1952 · 
1953 · 
1954 · 
1955 · 
1956 · 
1957 · 
1958 · 
1959 · 
1960 · 
1961 · 
1962 · 
1963 · 
1964 · 
1965 · 
1966 · 
1967 - 1972 · 
1973 · 
1974 · 
1975 · 
1976 · 
1977 · 
1978 · 
1979 · 
1980 · 
1981 · 
1982 · 
1983 · 
1984 · 
1985 · 
1986 · 
1987 · 
1988 · 
1989 · 
1990 · 
1991 · 
1992 · 
1993 · 
1994 · 
1995 · 
1996 · 
1997 · 
1998 · 
1999 · 
2000 · 
2001 · 
2002 · 
2003 · 
2004 · 
2005 · 
2006 · 
2007 · 
2008 · 
2009 · 
2010 · 
2011 ·
2012 · 
2013 ·
2014 ·
2015 ·
2016 ·
2017 ·
2018 ·
2019 ·
2020 · 
2021 · 
2022 · 
2023 · 
2024 · 
2025